# Кристал-Сити (Техас)
Кри́стал-Си́ти (англ. Crystal City) — город в США, расположенный в южной части штата Техас, административный центр округа Завала. По данным переписи за 2010 год число жителей составляло 7138 человек, по оценке Бюро переписи США в 2015 году в городе проживало 7496 человек.

## История

### Фермерство, скотоводство и железная дорога

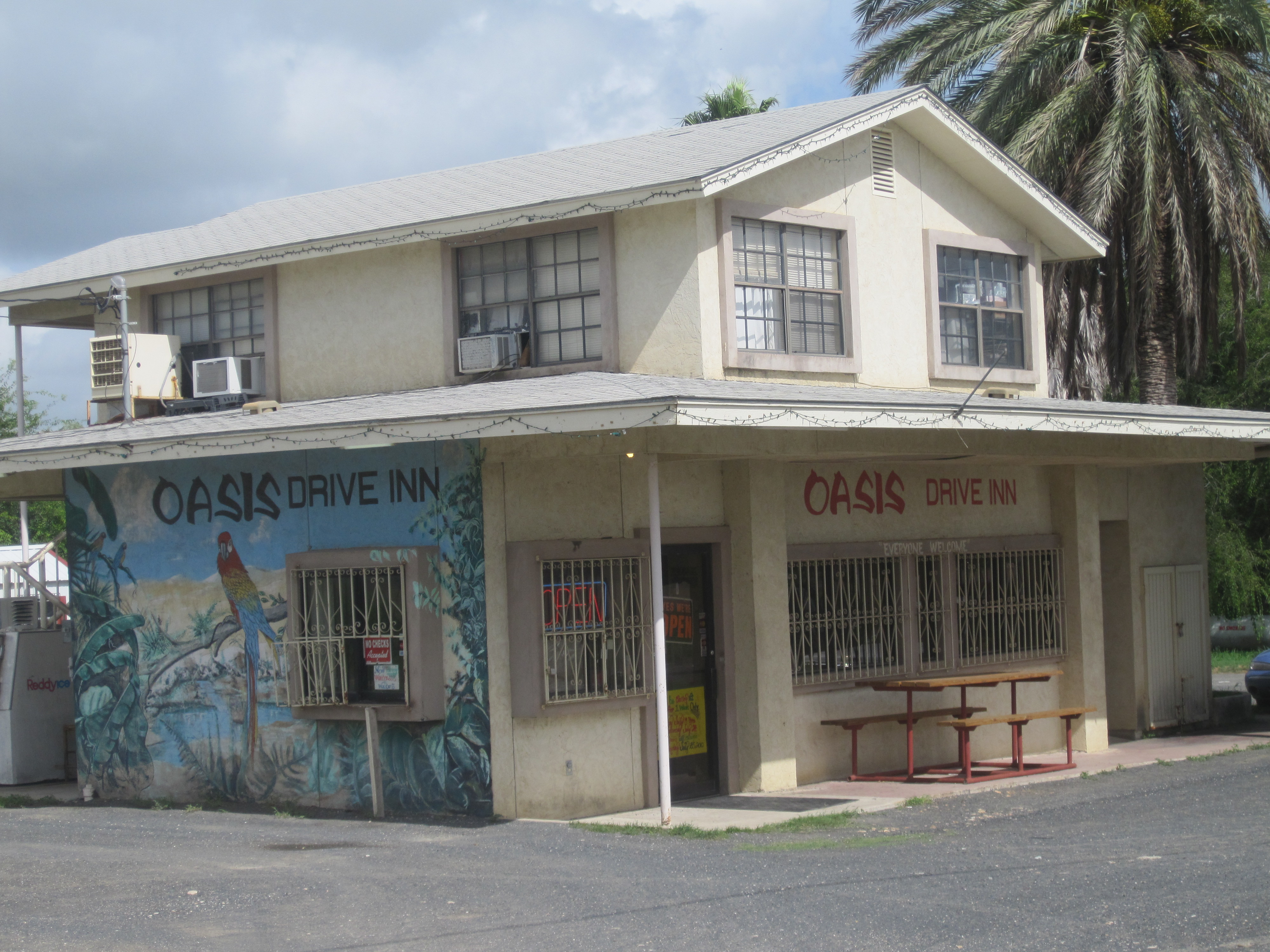
Гостиница Oasis Drive Inn на автомагистрали US 83 в Кристал-Сити

Город был изначально основан фермерами и скотоводами, выращивавшими свою продукцию в регионе. Кристал-Сити, наряду с городами Сан-Антонио, Ювалде, Карризо-Спрингс и Корпус-Кристи, являлся одной из основных станций линии San Antonio, Uvalde and Gulf Railroad, осуществлявшей перевозки с 1909 по 1956 год, когда она вошла в состав железной дороги Missouri Pacific Railroad. С 1909 по 1912 год ветка носила название Crystal City and Uvalde Railroad. Также через город проходило ответвление железной дороги в сторону Фаулертона, небольшого города в округе Ла-Саль, неподалёку от Коталлы. Оставшаяся часть железной дороги между Сан-Антонио и Корпус-Кристи сейчас находится под управлением компании Union Pacific Railroad.
Успешное производство шпината стало основной индустрией в городе. 26 марта 1937 года в городе был открыт памятник мультипликационному персонажу моряку Попаю, чья сила, полученная от употребления шпината, послужила стимулом для роста популярности растения и, следовательно, роста экономики местности. Известная в начале своего существования как «Область зимних садов», местность начала бороться с Альмой за звание шпинатной столицы мира. В 1936 году был впервые проведён фестиваль шпината. Мероприятие проходило каждый год до начала Второй мировой войны, однако возобновлено было только в 1982 году.

### Лагерь для интернированных

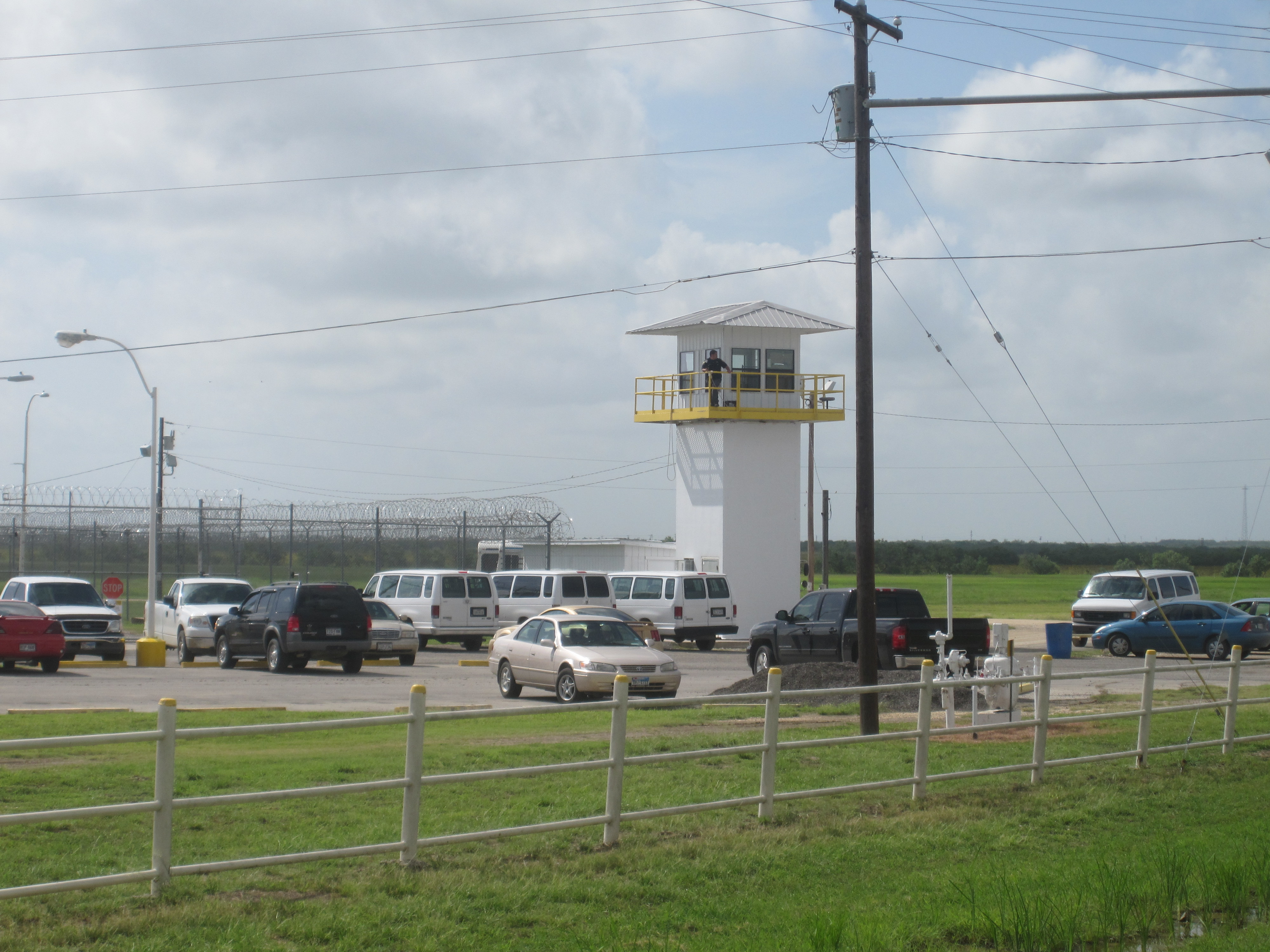
Частная тюрьма Crystal City Correctional Center

Во время Второй мировой войны рядом с городом располагался один из крупнейших в Техасе лагерей для интернированных японцев, немцев и итальянцев. До войны на том же месте располагался трудовой лагерь мигрантов. С началом войны множество людей японского, немецкого и итальянского происхождения были арестованы. Чтобы обеспечить им проживание с семьями, лагерь перепрофилировали. Первые немецкие поселенцы прибыли в Кристал-Сити 12 декабря 1942 года.
Японцы и немцы жили в разных частях лагеря. В немецкой части работали пекарня, столовая, холл для собраний, немецкая школа. Интернированные жили в коттеджах, большие семьи занимали целый коттедж с душем, кухней, ванной комнатой и горячей водой. Еженедельно выпускалась газета на немецком языке. В японской секции располагались японская школа, федеральные начальная и старшая школы, цитрусовый сад, ряд мест для отдыха, в частности, теннисные корты, баскетбольные площадки, футбольное поле и бассейн. Жильё японских задержанных оснащалось водопроводом и ящиками со льдом.
К концу 1944 года в лагере находилось 3374 человека, максимальное число за всё время его функционирования. Уже в 1945 году, с окончанием войны люди стали покидать лагерь: около 660 перуанцев японского происхождения, которым было отказано в возврате в Перу, были депортированы в Японию, 600 гавайцев японского происхождения вернулись в места постоянного проживания. Большинство остальных немецких и японских интернированных было депортировано к июню 1946 года. Тем не менее, лагерь оставался открытым, поскольку часть перуанских японцев отказалось участвовать в программе репатриации. C помощью адвоката Уэйна Коллинза 364 заключенных подали иск и через два года получили право работать на фермах Seabrook Farms в Нью-Джерси. 11 февраля 1948 года, после их освобождения, лагерь был официально закрыт.

### Местная политическая активность
С началом Мексиканской революции в город, находящийся в непосредственной близости к границе с Мексикой, пошёл поток беженцев, а после революции работа по выращиванию шпината привлекала работников из Мексики. В связи с непрекращающимся притоком мексиканцев демография небольшого города сильно изменилась. В 1963 году Кристал-Сити пережил бурную победу американских мексиканцев на местных выборах. Местное американо-мексиканское большинство, ведомое Хуаном Корнехо, членом союза извозчиков, выбрало выходцев из Мексики в городской совет. Новый городской совет, состоявший целиком из американцев мексиканского происхождения, а также их последователи, испытывали трудности с управлением городом из-за разногласий разных групп членов совета. Корнехо был выбран мэром советом из 5 членов, однако его попытка управлять советом в итоге привела к потере политической поддержки. Несмотря на то, что совет из пяти мексиканских жителей, получивший название «Los Cinco» (рус. Пятёрка), проработал всего два года, позже многие утверждали, что это событие было вспышкой или даже началом движения Чикано, выступлений за права американцев мексиканского происхождения.

#### Партия La Raza Unida
К концу 1960-х годов Кристал-Сити стал центром движения за гражданские права американских мексиканцев. В городе произошёл конфликт из-за этнического состава группы поддержки в старшей школе. Около 200 студентов мексиканского происхождения, заручившись поддержкой родителей, вышло на забастовку. В результате в городе зародилась партия La Raza Unida (рус. Единая раса). Партия и её союзники выиграли большинство выборов в Кристал-Сити и округе Завала в период с 1969 по 1980 годы, после чего движение пошло на спад.
В 1970-х годах, в результате протестов против сборов (фактически, неоплаты за услуги), проводившихся при участии партии, единственный поставщик природного газа прекратил подачу газа в город. Жители города были вынуждены использовать печи, разжигаемые дровами, либо индивидуальные баллоны с пропаном для приготовления пищи.

#### Обвинения 1976 года
В 1976 году сразу одиннадцати должностным лицам Кристал-Сити были предъявлены обвинения по различным пунктам. В частности, один из них, Анхель Нои Гонсалес, смотритель независимого школьного округа, позже работавший в министерстве образования США в Вашингтоне, обвинялся в оплате за несуществующую работу Адану Канту. Адвокат, а позже мэр Сан-Антонио Фил Хардбергер смог представить доказательства реальной выполненной работы и оспорил все показания против Канту. Жюри присяжных единогласно оправдало Гонсалеса. Тем не менее, многие газеты, сообщавших об обвинениях, не сообщили о результатах суда. Кандидат на пост губернатора Техаса на выборах 1978 года от демократической партии Джон Люк Хилл стремился ослабить партию мексиканских американцев, чтобы не потерять голосов на общих выборах. Тем не менее его обошёл представитель республиканцев Билл Клементс, ставший первым губернатором-республиканцем после более чем столетнего перерыва.

#### Обвинения 2016 года
В феврале 2016 года в соответствии с федеральным обвинением в получении взяток от подрядчиков и предоставлении услуг городских рабочих организатору незаконного игорного бизнеса были арестованы мэр Рикардо Лопес, сити-менеджер и городской адвокат Уильям Джонас, заместитель мэра Роджелио Мата, член городского совета Роэль Мата, а также бывший член совета Гилберт Уррабасо. Марко Родригес, ещё один член городского совета, к тому моменту уже был обвинён в осуществлении нелегальной иммиграции мексиканцев. За неделю до массового ареста Лопес уже задерживался за нападение и неподобающее поведение на собрании городского совета в котором обсуждались досрочные выборы в случае оставления им и двумя членами совета своих постов. В декабре Джонас сдался властям после обвинений в нападении на пожилую женщину, которая пыталась попасть на заседание совета. В результате только один член совета избежал какого-либо наказания от федеральных властей.

## География
Кристал-Сити находится на юге округа, его координаты: 28°41′28″ с. ш. 99°49′32″ з. д..
Согласно данным бюро переписи США, площадь города составляет около 9,5 квадратных километров, 9,4 из которых занято сушей, а менее 0,1 — водная поверхность. Основными водоёмами на территории города являются река Нуэсес и водохранилище Эверхофф.

### Климат
Согласно классификации климатов Кёппена, в Кристал-Сити преобладает семиаридный климат низких широт.
| Показатель                | Янв.  | Фев.  | Март | Апр. | Май  | Июнь | Июль | Авг. | Сен. | Окт. | Нояб. | Дек. | Год   |
| ------------------------- | ----- | ----- | ---- | ---- | ---- | ---- | ---- | ---- | ---- | ---- | ----- | ---- | ----- |
| Абсолютный максимум, °C   | 32,2  | 35,6  | 40,6 | 39,4 | 41,1 | 42,8 | 43,3 | 43,3 | 41,7 | 39,4 | 33,9  | 32,8 | 43,3  |
| Средний максимум, °C      | 18,9  | 22,3  | 25,8 | 30,1 | 33,3 | 36,2 | 37,6 | 37,7 | 34,6 | 29,7 | 23,1  | 19,6 | 29,1  |
| Средняя температура, °C   | 11,9  | 15    | 18,4 | 22,8 | 26,4 | 29,5 | 30,5 | 30,5 | 27,8 | 22,9 | 16,4  | 12,6 | 22,1  |
| Средний минимум, °C       | 5     | 7,6   | 11,1 | 15,7 | 19,5 | 22,8 | 23,4 | 23,3 | 20,9 | 16,1 | 9,7   | 5,6  | 15,1  |
| Абсолютный минимум, °C    | −11,7 | −11,1 | −2,8 | 2,2  | 8,9  | 13,9 | 18,3 | 17,2 | 11,1 | 3,9  | −2,2  | −6,7 | −11,7 |
| Норма осадков, мм         | 20    | 33    | 20   | 40   | 68   | 66   | 44   | 44   | 55   | 69   | 20    | 17   | 496   |
| Источник: weatherbase.com |       |       |      |      |      |      |      |      |      |      |       |      |       |

## Население

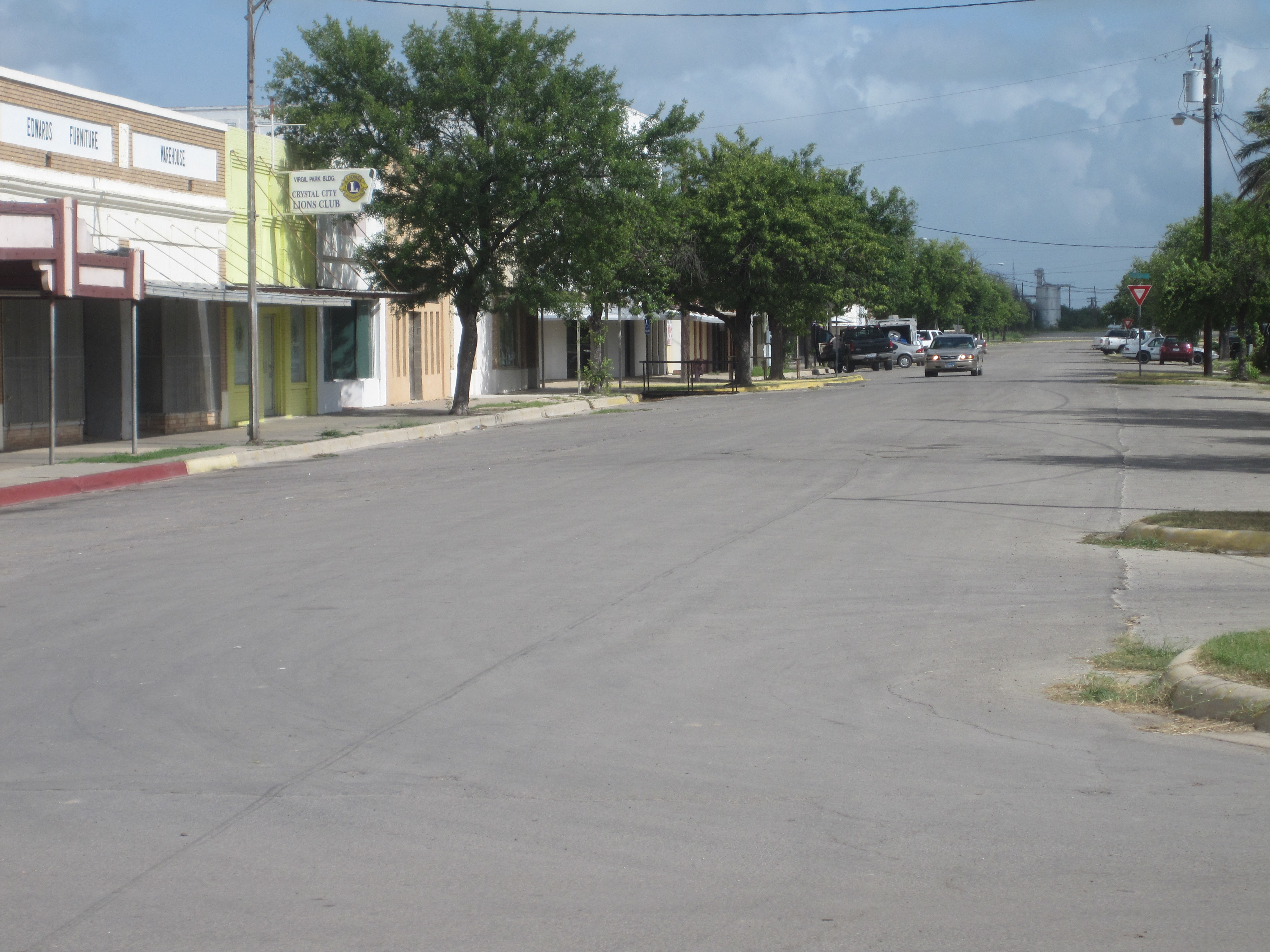
Центр города

Согласно переписи населения 2010 года в городе проживало 7138 человек, было 2260 домохозяйств и 1728 семей. Расовый состав города: 88,3 % — белые, 0,8 % — афроамериканцы, 0,4 % — коренные жители США, 0,0 % (2 человека) — азиаты, 0,1 % (7 человек) — жители Гавайев или Океании, 9,1 % — другие расы, 1,2 % — две и более расы. Число испаноязычных жителей любых рас составило 97,1 %.
Из 2260 домохозяйств, в 46,4 % входят дети младше 18 лет. 42,3 % домохозяйств представляли собой совместно проживающие супружеские пары (19,9 % с детьми младше 18 лет), в 26,6 % домохозяйств женщины проживали без мужей, в 7,6 % домохозяйств мужчины проживали без жён, 23,5 % домохозяйств не являлись семьями. В 20,5 % домохозяйств проживал только один человек, 9,5 % составляли одинокие пожилые люди (старше 65 лет). Средний размер домохозяйства составлял 3,13 человека. Средний размер семьи — 3,62 человека.
Население города по возрастному диапазону распределилось следующим образом: 35,8 % — жители младше 20 лет, 24,2 % находятся в возрасте от 20 до 39, 26,9 % — от 40 до 64, 13,1 % — 65 лет и старше. Средний возраст составляет 30,9 года.
Согласно данным опросов пяти лет с 2011 по 2015 годы, средний доход домохозяйства в Кристал-Сити составляет 28 722 доллара США в год, средний доход семьи — 34 853 доллара. Доход на душу населения в городе составляет 13 275 долларов. Около 26,2 % семей и 31,7 % населения находятся за чертой бедности. В том числе 22,7 % в возрасте до 18 лет и 20,6 % в возрасте 65 и старше.

## Местное управление
Управление городом осуществляется городским советом, состоящим из 5 человек. Из этих 5 человек совет выбирает мэра и заместителя мэра.

## Инфраструктура и транспорт
Основной дорогой, проходящей через город, является автомагистраль США US 83.
В городе находится муниципальный аэропорт Кристал-Сити. Аэропорт располагает одной взлётно-посадочной полосой длиной 1082 метра. Ближайшим аэропортом, выполняющим коммерческие пассажирские рейсы, является Международный аэропорт Пьедрас-Неграс в Мексике, примерно в 70 километрах по прямой западу от Кристал-Сити. Ближайшим аэропортом на территории США, выполняющим пассажирские рейсы, является Международный аэропорт Ларедо примерно в 150 километрах к югу.

## Образование

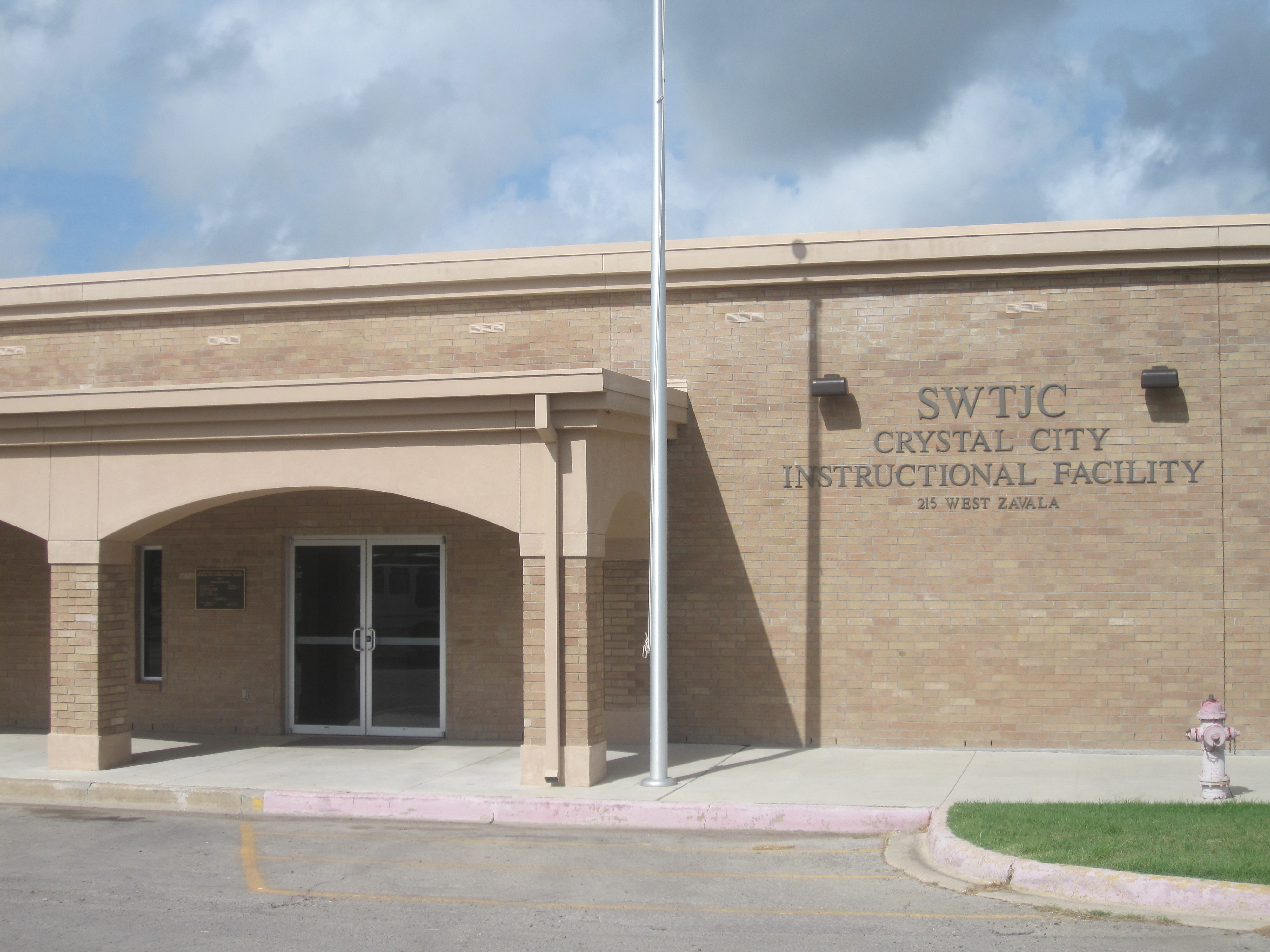
Отделение колледжа Southwest Texas Junior College

Город обслуживается независимым школьным округом Кристал-Сити. В городе действует филиал колледжа Southwest Texas Junior College.

## Экономика

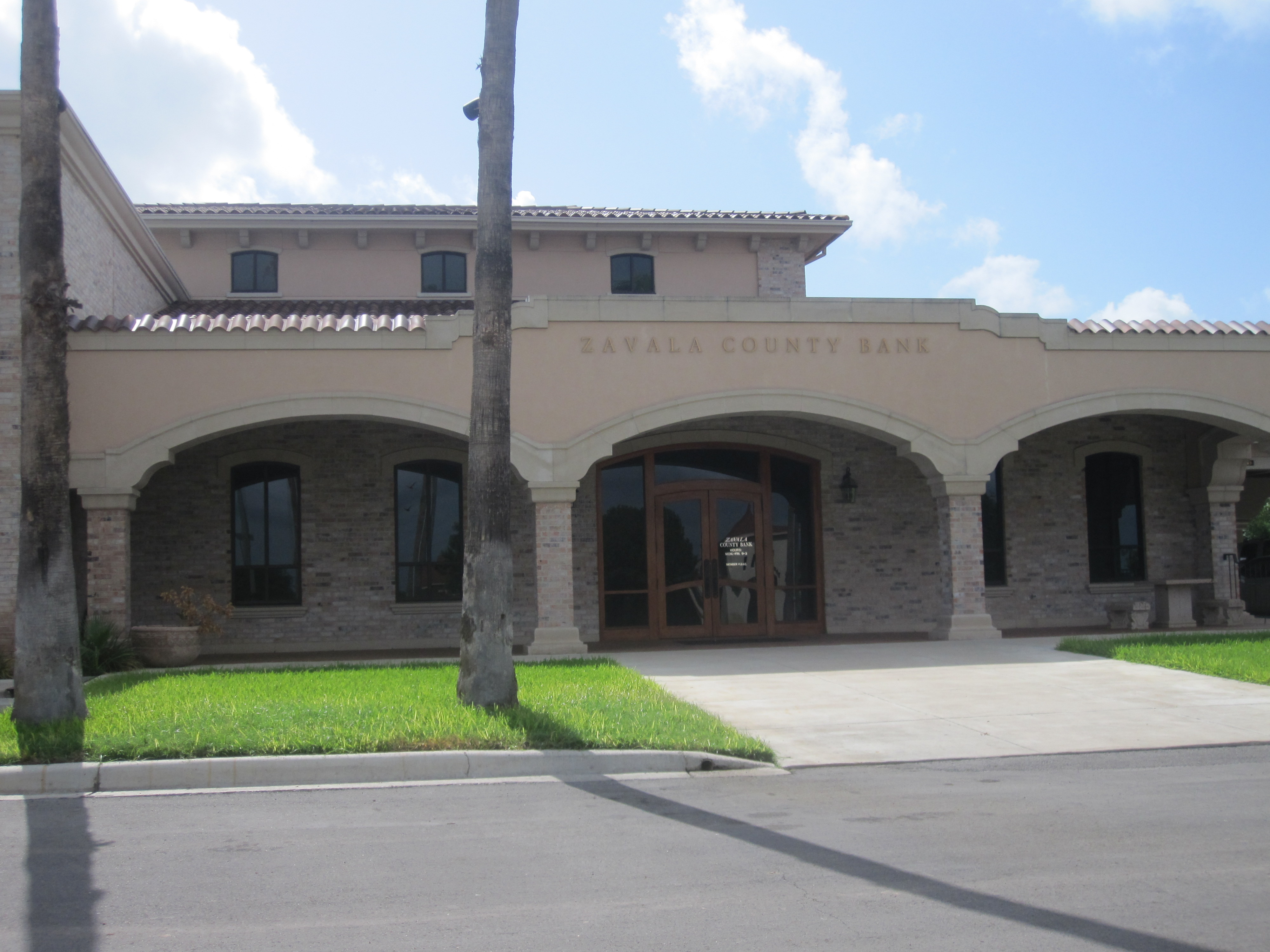
Здание банка округа Завала в городе

Согласно бюджету на отчётный год, заканчивающийся 30 сентября 2016 года, доходы города за предыдущий год составили 5,8 млн. долларов. Ровно столько же составили расходы Кристал-Сити.